# プルトニウム239
プルトニウム239はプルトニウムの同位体である。プルトニウム239はウラン235と並んで高い核分裂性を有するため、核兵器の生産に利用されてきた。プルトニウム239は、熱中性子炉の燃料として利用できる3つの同位体のうち1つ（他2つはウラン235およびウラン233）である。 プルトニウム239の半減期は24,110年である。

## 核物理
高純度のプルトニウム239は、兵器級高濃縮ウラン235よりも格段に安く大量生産できるため、核兵器や原子力発電所で利用されている。核分裂反応によりウラン235原子から2または3個の中性子が放出され、これがウラン238に捕獲されることでプルトニウム239などの同位体が生成される。プルトニウム239はウラン235を用いる発電用原子炉でも生成し、ウラン235と同じように核分裂を起こす。
プルトニウム239の臨界量は、すべての核燃料の中で最小である。稠密な球状とした場合の臨界量は約11kgで、直径は10.2cmほどになる。点火機構や、中性子反射体、爆縮構造を適切に選ぶことにより、より少ない量で臨界を達成することができる。この最適化には主権国家により支援される大規模な核開発組織が必要とされる。
プルトニウム239原子1個が核分裂することにより、207.1 MeV =3.318×10-11J のエネルギーが放出される。より身近な単位に換算すると、19.98TJ/mol =83.61TJ/kg、23,222,915kWh/kgとなる。
| 放出エネルギー源 （プルトニウム239の熱核分裂の場合）                   | 放出エネルギー[MeV] （平均値） |
| ---------------------------------------------------------------------- | ------------------------------ |
| 核分裂断片の運動エネルギーとして                                       | 175.8                          |
| 即発中性子の運動エネルギーとして                                       | 5.9                            |
| 即発ガンマ線として                                                     | 7.8                            |
| 核分裂そのものによるエネルギー                                         | 189.5                          |
| β−粒子として                                                           | 5.3                            |
| 反ニュートリノとして                                                   | 7.1                            |
| 遅発ガンマ線として                                                     | 5.2                            |
| 核分裂生成物の崩壊に伴うエネルギーの総量                               | 17.6                           |
| 即発中性子の捕獲により放出されるエネルギー                             | 11.5                           |
| 熱中性子炉で放出される熱エネルギーの総量 （反ニュートリノは寄与しない) | 211.5                          |

## 製造
プルトニウムはウラン238から生産される。プルトニウム239は、原子炉の燃料棒に含まれるウランの同位体が核変換を起こすことによって生じる。ウラン238が中性子照射を受けると中性子を取り込んでウラン239に変わる。この反応は、中性子の運動エネルギーが小さいときに起こりやすい。ウラン239は、その後速やかに2回のβ−崩壊（電子と反ニュートリノを放出）を起こし、ネプツニウム239を経てプルトニウム239となる。
{\displaystyle \mathrm {^{238}_{\ 92}U\ +\ _{0}^{1}n\ \longrightarrow \ _{\ 92}^{239}U\ {\xrightarrow[{23.5\ min}]{\beta ^{-}}}\ _{\ 93}^{239}Np\ {\xrightarrow[{2.3565\ d}]{\beta ^{-}}}\ _{\ 94}^{239}Pu} }
原子炉内の中性子照射においては、周囲に大量のウラン238や核分裂生成物、酸素などが存在するため、プルトニウム239が核分裂を起こす確率は相対的に低い。中性子照射がごく短期間だった場合に限り、再処理を行うことで高純度のプルトニウム239を得ることができる。
プルトニウム239はウラン235よりも核分裂を起こしやすく、核分裂の際に放出する中性子も多いため、臨界量は小さくなる。純プルトニウム239の場合には中性子放出を伴う自発核分裂の確率が十分小さい（10分裂/秒-kg）ため、連鎖反応が始まる前に臨界量以上の質量を集め、組み立てることができる。
しかし、実際には、原子炉で生成されるプルトニウムにはプルトニウム239がさらに中性子を捕獲したプルトニウム240も含まれる。プルトニウム240は高い確率で自発核分裂（415,000分裂/秒-kg）を起こすため、好ましくない同位体である。プルトニウム240を多量に含むプルトニウムは強い中性子線を放つため取り扱いが困難なうえ、ほとんどの核物質が核分裂に寄与しないまま核兵器が破壊される不完全核爆発を起こすからである（ただし、現代の核兵器では中性子点火器を使用し、余剰中性子はブースト反応で供給するため、不完全核爆発は大きな問題とはならない）。このため、プルトニウムを用いた核兵器はガンバレル型ではなく爆縮レンズ型に限られる（米国でもガンバレル型はごく初期に原子炉級プルトニウムを用いた試作検討が行われただけである）。さらに、プルトニウム239とプルトニウム240は化学的に分離できない上、質量数の差が小さすぎてウランのように物理的に分離を行うことも困難である。兵器級プルトニウムはプルトニウム240の含有量が7%以下のものと定義されており、これを得るためにはプルトニウム240の生成を避けるためウラン238への中性子照射を短時間に留める必要がある。
プルトニウムは、プルトニウム240の含有率により、以下のように分類される。
- スーパーグレード 2-3%
- 兵器級 7%未満
- 核燃料級 7-18%
- 原子炉級 18%以上

核兵器に使用するプルトニウムを生産するための原子炉では、高頻度で照射済みウラン238を未照射のウラン238と交換することでプルトニウム240の生成を抑えている。天然ウランや低濃縮ウランを燃料とする原子炉では、燃料のほとんどがウラン238である。しかし、ほとんどの発電用原子炉は燃料交換のために数週間に渡って原子炉を停止しなければならない。このような原子炉は、核兵器で用いるのに適切な同位体組成のプルトニウムの生産には向いていない。核兵器用プルトニウム生産炉では、炉心中央部付近にウラン238を置き、頻繁に燃料を交換できたりシャットダウンできるように構造的な工夫が加えられている。こういった原子炉は当然ながら核拡散の懸念があるため、国際原子力機関の査察が頻繁に行われる。運転中燃料交換が可能な炉型はロシアの黒鉛減速沸騰軽水圧力管型原子炉（RBMK）や重水炉などごく一部に限られるが、いずれも核拡散のリスクがある。実際にRBMKは冷戦中の旧ソ連で平和的核利用の名目で発電炉として多数建造されたが、設計上はプルトニウム生産炉として利用可能であった。一方、カナダのCANDU炉も運転中燃料交換が可能であるが、通常は生成したプルトニウムをそのまま炉心で燃焼させていた。すなわち、増殖炉でありながらアクチノイド焼却炉として運用されていた。アメリカのIFR（一体型高速炉）もプルトニウム242や長寿命アクチノイドなど高速炉以外では燃焼できない同位体を処理する焼却炉モードで運転することができる。IFR燃料では燃焼できる同位体が多く、燃料も多くできるのに対して、CANDU炉ではむしろ燃料の希薄化が必要になる。つまり、IFRでは使用済み核燃料を再処理する前に、より多くの燃料を燃やすことができる。プルトニウムのほとんどは研究用原子炉やプルトニウム生産炉など増殖炉で生産される。高速増殖炉では、燃焼させた分よりも多くのプルトニウムが生成されるため、原理的には極めて効率的に天然ウランを利用することができる。実際には、プルトニウム生産のみを行うような原子炉の建設や運転は十分に難しい。高速中性子を利用する方がプルトニウム生産には有利になることから、増殖炉は高速炉であることが多い。

## 利用

### 原子力発電
いかなる原子炉であっても、ウラン238が燃料に含まれていればプルトニウム239が核燃料中に蓄積していく。兵器級プルトニウム生産炉と異なるのは、発電用原子炉は高燃焼度で運用されるため、核燃料中に大量のプルトニウムが生成されることである。プルトニウム239は数年程度の燃料集合体の寿命に合わせて使用済み核燃料として炉心から取り除かれる。一般的な使用済み核燃料には、約0.8%のプルトニウム239が含まれる。
プルトニウム239はウラン235と同様に中性子を捕獲して核分裂を起こす。このため、運転中の原子炉では再処理を行わなくてもプルトニウム239が生成されつつ燃料として消費されていく。発電用原子炉では、プルトニウム239の核分裂によるエネルギーは全エネルギーの約1/3を占めている。使用済み核燃料に含まれるプルトニウム239は約0.8%に過ぎず、生成したプルトニウム239のかなりの量は核分裂により燃え去ってしまう。
新しい核燃料に少量のプルトニウム239を加えることもできる。これはMOX燃料（混合酸化物燃料）と呼ばれ、酸化ウラン（UO2）と酸化プルトニウム（PuO）を混合したものである。プルトニウム239の添加により、濃縮ウランの割合を減じたり、濃縮そのものを不要にすることができる。

### 核兵器
プルトニウム239は、ウラン235よりも臨界量が少なく、精製が容易であるため核兵器に繁用される。濃縮によりウラン235の含有率を兵器級まで高めることは、ウラン238に中性子を照射して再処理によりプルトニウム239を抽出することに比べると時間もコストもかかる。プルトニウム239を90%以上含む兵器級プルトニウムは、他の核分裂物質よりも多くの優位点を有する。自発核分裂により強い中性子線を放つプルトニウム240のせいで、プルトニウム239を節約しながら信頼性のある核兵器を設計・製造することは難しいか、ほぼ不可能であるからである。

#### スーパーグレード・プルトニウム
アメリカ海軍では、発生する放射線が少ないスーパーグレードのものを使用した核兵器（実際にはアメリカ空軍で配備されている核兵器を元に、核物質をスーパーグレードに交換したもの）を配備している。「スーパーグレード」は業界用語であり、極めて高純度のプルトニウム239（>95%）からなり、自発核分裂を起こすプルトニウム240のような同位体がごくわずかしか含まれないものを指している。このようなプルトニウムは、MW-d/t程度の極めて低い燃焼度の燃料から生産される。中性子照射の時間を短く制限することにより、中性子捕獲を減らしてプルトニウム240など不要な同位体が生成されるのを防ぐことができる。一方で、当然ながら生成されるプルトニウム239の量が少なくなるため、必要量のプルトニウムを得るために大量の燃料棒が必要で、再処理のコストが嵩むため高価なものになる。
プルトニウム240の自発核分裂により生じる中性子線とガンマ線は、保管中の核兵器から放出される放射線の大部分を占めている。哨戒中か停泊中かにかかわらず、潜水艦乗組員は魚雷発射管室やミサイルサイロに保管された核兵器と薄い隔壁を隔てて日常生活を送っている。これは空軍の兵士が核ミサイルと接する時間がごく限られているのとは対照的である。スーパーグレード・プルトニウムは非常に高価であるが、その追加コストは乗組員の被曝低減のため正当化される。スーパーグレード・プルトニウムを使用した核兵器としてはW80核弾頭（海軍向けのmod0）が配備されている。

## 人体への危険性
プルトニウム239はアルファ粒子を放出してウラン235に崩壊する。アルファ線源としては、外部線源である限りはそれほど危険ではないが、粉塵として摂取または吸入すると極めて危険で高い発がん性を有する。1ポンド（454グラム）のプルトニウムを酸化プルトニウムの粉塵にした場合、2万人に癌を生じさせると推計されている。一方、摂取したプルトニウムが粉塵でなく小片として消化管に入った場合には危険性はそれほど大きくなく、大きな健康リスクは800ミリグラム以上で生じると考えられている。プルトニウムは重金属であり、重金属中毒の面で非常に強い毒性を示す（プルトニウムを参照）。

## 参照
- テラー・ウラム型
- 水素爆弾